# Неравенство Фробениуса
В линейной алгебре неравенством Фробе́ниуса называют следующее неравенство для рангов матриц:
{\displaystyle \mathrm {rank} \,AB+\mathrm {rank} \,BC\leqslant \mathrm {rank} \,ABC+\mathrm {rank} \,B.}
В этом неравенстве размерности матриц {\displaystyle A}, {\displaystyle B} и {\displaystyle C} должны позволять существование матрицы {\displaystyle ABC} (т. е. эти матрицы имеют размерности {\displaystyle i\times j}, {\displaystyle j\times k} и {\displaystyle k\times l} соответственно).
Неравенство названо в честь открывшего его математика Ф. Г. Фробениуса.

## Первое доказательство
Если {\displaystyle U\subset V} и {\displaystyle X:V\rightarrow W}, то {\displaystyle \dim \mathrm {Ker} \,X_{U}\leqslant \dim \mathrm {Ker} \,X=\dim V-\dim \mathrm {Im} \,X}. 
Запишем это неравенство для {\displaystyle U=\mathrm {Im} \,BC,V=\mathrm {Im} \,B,X=A}:
{\displaystyle \dim \mathrm {Ker} \,A_{\mathrm {Im} \,B}=\dim \mathrm {Im} \,B-\dim \mathrm {Im} \,AB}
Ясно также, что {\displaystyle \dim \mathrm {Ker} \,A_{\mathrm {Im} \,BC}=\dim \mathrm {Im} \,BC-\dim \mathrm {Im} \,ABC}.

## Второе доказательство
Рассмотрим блочную матрицу 
{\displaystyle M={\begin{pmatrix}B&0\\0&ABC\end{pmatrix}}},
применим к матрице {\displaystyle M} цепочку элементарных преобразований, они, как известно, не изменяют ранг матрицы.
{\displaystyle M={\begin{pmatrix}B&0\\0&ABC\end{pmatrix}}\sim {\begin{pmatrix}B&0\\AB&ABC\end{pmatrix}}\sim {\begin{pmatrix}B&-BC\\AB&0\end{pmatrix}}\sim {\begin{pmatrix}BC&B\\0&AB\end{pmatrix}}}
Тогда {\displaystyle \mathrm {rank} \,B+\mathrm {rank} \,ABC=\mathrm {rank} \,M=\mathrm {rank} {\begin{pmatrix}BC&B\\0&AB\end{pmatrix}}\geqslant \mathrm {rank} {\begin{pmatrix}BC&0\\0&AB\end{pmatrix}}=\mathrm {rank} \,AB+\mathrm {rank} \,BC}